# Argentinas Grand Prix 1996
Argentinas Grand Prix 1996 var det tredje av 16 lopp ingående i formel 1-VM 1996.

## Resultat
1. Damon Hill, Williams-Renault, 10 poäng
2. Jacques Villeneuve, Williams-Renault, 6
3. Jean Alesi, Benetton-Renault, 4
4. Rubens Barrichello, Jordan-Peugeot, 3
5. Eddie Irvine, Ferrari, 2
6. Jos Verstappen, Footwork-Hart,1
7. David Coulthard, McLaren-Mercedes
8. Olivier Panis, Ligier-Mugen Honda
9. Johnny Herbert, Sauber-Ford
10. Andrea Montermini, Forti-Ford

### Förare som bröt loppet
- Gerhard Berger, Benetton-Renault (varv 56, upphängning)
- Michael Schumacher, Ferrari (46, trasig vinge)
- Pedro Lamy, Minardi-Ford (39, transmission)
- Mika Salo, Tyrrell-Yamaha (36, gasspjäll)
- Martin Brundle, Jordan-Peugeot (34, kollision)
- Tarso Marques, Minardi-Ford (33, kollision)
- Heinz-Harald Frentzen, Sauber-Ford (32, snurrade av)
- Pedro Diniz, Ligier-Mugen Honda (29, brand)
- Ukyo Katayama, Tyrrell-Yamaha (28, transmission)
- Ricardo Rosset, Footwork-Hart (24, oljepump)
- Luca Badoer, Forti-Ford (24, kollision)
- Mika Häkkinen, McLaren-Mercedes (19, gasspjäll)

## VM-ställning
| Förarmästerskapet 1. Damon Hill, Williams-Renault, 30 2. Jacques Villeneuve, Williams-Renault, 12 3. Jean Alesi, Benetton-Renault, 10 | Konstruktörsmästerskapet 1. Williams-Renault, 42 2. Benetton-Renault, 13 3. Ferrari, 10 |